# Roberto Marcolongo
Roberto Marcolongo (Roma, 28 de agosto de 1862 – Roma, 16 de maio de 1943) foi um matemático italiano, conhecido principalmente por suas contribuições à história da ciência (história da mecânica, Leonardo da Vinci) bem como sobre cálculo vetorial e física teórica.
Marcolongo estudou matemática na Universidade de Roma, aluno de Eugenio Beltrami, Luigi Cremona, Valentino Cerruti e Giuseppe Battaglini. Após a conclusão em 1886 foi durante 10 anos assistente da cátedra de mecânica de Cerruti. Foi também de 1888 a 1895 assistente de álgebra e análise. Em 1890 obteve a habilitação e foi docente privado de macânica. Em 1895 foi professor extraordinário e em 1900 professor ordinário de mecânica da Universidade de Messina. A partir de 1908 foi professor da Universidade de Nápoles Federico II, onde permaneceu até aposentar-se em 1935.
Publicou cerca de 200 trabalhos científicos, sobre mecânica, teoria da elasticidade, análise, física matemática e história da mecânica. Dentre estes consta uma descrição do desenvolvimento da teoria matemática da elasticidade na Itália desde Enrico Betti e do problema dos três corpos de Newton até Karl Sundman.
Trabalhou na área do cálculo vetorial com Cesare Burali-Forti, na época conhecida como "notação italiana". Em 1906 escreveu um dos primeiros trabalhos contendo um formalismo quadridimensional para representação da invariância relativística sob transformações de Lorentz. 
Foi palestrante do Congresso Internacional de Matemáticos em Roma (1908) e em Bolonha (1928).
Foi membro da Accademia Nazionale dei Lincei

## Obras
- Progressi e sviluppo della teoria matematica dell' elasticità in Italia (1870-1907), Nuovo Cimento 1907
- Il problema di tre corpi dai Newton (1686) ai nostri giorni, Nuovo Cimento 1915
- La sviluppo della mecanica sino ai discepoli di Galilei, 1919
- Memorie sulla geometria  e la meccanica di Leonardo da Vinci, 1937
- Leonardo da Vinci artista-scienzato, 1939, 2. Auflage 1943
- Quaranta anni di isegnamento, Neapel 1935 (Autobiographisch, mit Publikationsliste)
- Teoria matematica dello equilibrio dei corpi elastici. U. Hoepli, Mailand 1904
- Meccanica razionale. U. Hoepli, Mailand 1905
- Theoretische Mechanik. B. G. Teubner, Leipzig und Berlin 1911
- Analyse vectorielle générale: Transformations linéaires (mit Cesare Burali-Forti, ins Französische übersetzt von Paul Baridon) Mattei & C., Pavia 1913
- Analyse vectorielle générale: Applications à la mécanique et à la physique (francês, com Cesare Burali-Forti e Tommaso Boggio) Mattei & C., Pavia 1913